# Vương Tĩnh Bân
Wang Jingbin (sinh ngày 9 tháng 5 năm 1995) là một cầu thủ bóng đá người Trung Quốc.

## Đội tuyển bóng đá quốc gia Trung Quốc
Wang Jingbin thi đấu cho đội tuyển bóng đá quốc gia Trung Quốc từ năm 2017.

## Thống kê sự nghiệp
| Đội tuyển bóng đá Trung Quốc | Đội tuyển bóng đá Trung Quốc | Đội tuyển bóng đá Trung Quốc |
| Năm                          | Trận                         | Bàn                          |
| ---------------------------- | ---------------------------- | ---------------------------- |
| 2017                         | 2                            | 1                            |
| Tổng cộng                    | 2                            | 1                            |